# Doppelehe Philipps von Hessen

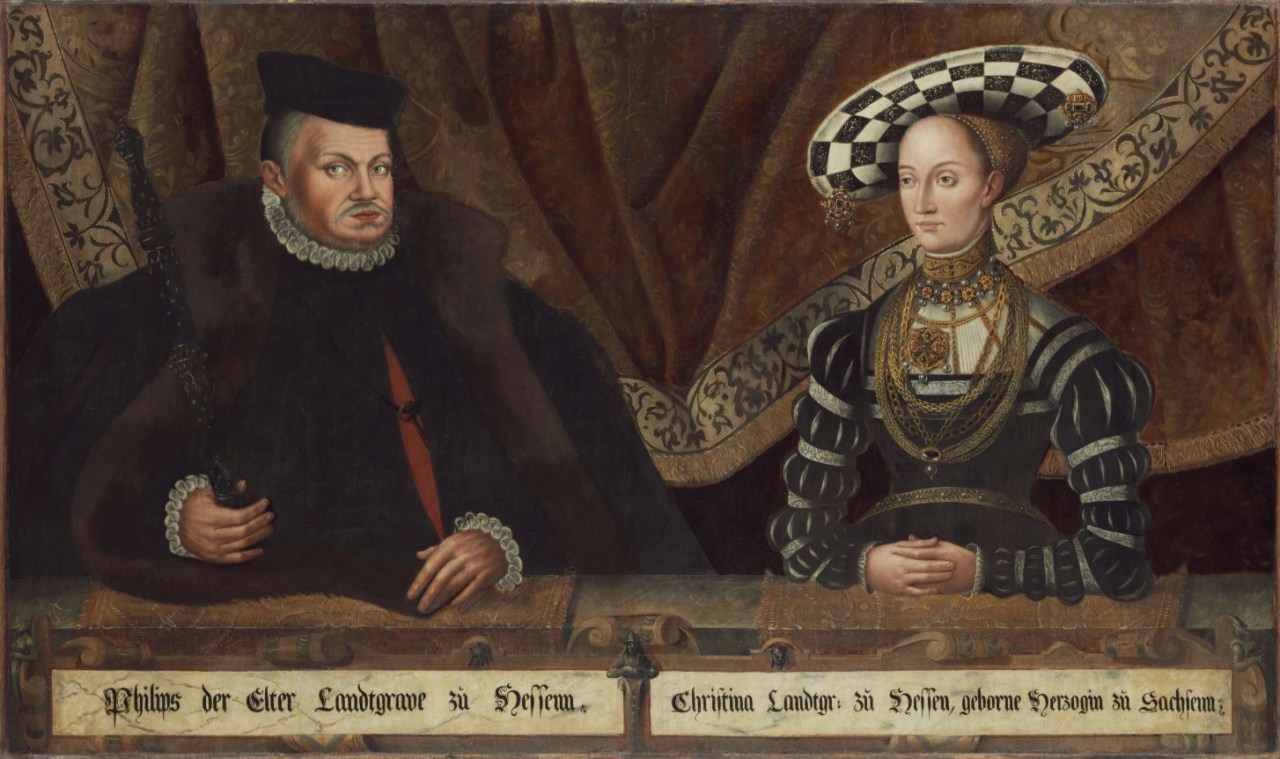
Doppelbildnis Philipps des Großmütigen und seiner Frau Christine von Sachsen (Jost vom Hoff, 1585/90, Museumslandschaft Hessen Kassel)

Die Doppelehe Philipps von Hessen im Jahr 1540 war ein Ereignis der Reformationsgeschichte, das als Skandal auf reichsfürstlicher Ebene und als theologisch-ethische Gratwanderung der Wittenberger Reformatoren in Erinnerung blieb.
Landgraf Philipp von Hessen war neben Kurfürst Johann Friedrich von Sachsen einer der beiden Hauptleute des Schmalkaldischen Bundes und damit eine Führungspersönlichkeit des politischen Protestantismus im Heiligen Römischen Reich. Seit 1523 war er mit Christina von Sachsen verheiratet. 1540 heiratete er mit Zustimmung Christinas zusätzlich Margarethe von der Saale. Ein von Martin Luther und Philipp Melanchthon verfasster Beichtrat billigte diese Eheschließung, forderte aber, sie geheim zu halten – was sich nicht durchhalten ließ.
„Der machtbewusste Landesherr, umtriebige Heerführer und Vorkämpfer des Protestantismus verlässt die Ebene staatsmännischer Vernunft und lässt sein Ehebett zum Politikum werden.“ Die Reaktion der Zeitgenossen und der Nachwelt war einhellig negativ. Innerhalb des Schmalkaldischen Bundes hatte sich Philipp isoliert. Als Bigamist war er durch die Constitutio Criminalis Carolina mit der Todesstrafe bedroht, das schränkte seinen politischen Handlungsspielraum ein.

## Vorgeschichte
Am 11. Dezember 1523, kurz nach seinem 19. Geburtstag, heiratete Philipp von Hessen in Dresden die ein Jahr jüngere Christina, eine Tochter des Herzogs Georg von Sachsen. Diese Eheschließung bekräftigte die enge Beziehung zwischen dem Haus Wettin und den hessischen Landgrafen; kurz zuvor hatte Christinas Bruder Johann Philipps ältere Schwester Elisabeth von Rochlitz geheiratet. Philipp entstammte einer „durchaus aggressiv auftretenden spätmittelalterlichen Aufsteigerdynastie“, die als „Juniorpartner“ der Wettiner agierte; dies kennzeichnete auch seine Regierungszeit. Gut ein Jahr später, 1525, waren sowohl Philipp als auch Christina Anhänger Martin Luthers geworden – wie es dazu kam, ist unbekannt. Drei Jahre nach der Eheschließung brachte Christina die Tochter Agnes zur Welt, und dann folgte etwa alle zwei Jahre ein weiteres Kind. Bis auf eines erreichten alle Kinder von Christina und Philipp das Erwachsenenalter. Wie es im höheren Adel üblich war, hatte Philipp sexuelle Beziehungen außerhalb der Ehe. Das wurde auch von den „frommen Kurfürsten Sachsens“ so praktiziert, ohne dass sie oder ihre theologischen Berater in Wittenberg darin ein Problem gesehen hätten. Mit einer Frau namens Katharina hatte der Landgraf eine uneheliche Tochter Ursula, die später am Hof seiner Schwester Elisabeth von Rochlitz untergebracht wurde.
Als Philipp 1539 Argumente für die geplante Eheschließung mit Margarethe von der Saale brauchte, behauptete er, er sei sehr jung zur Ehe überredet worden und habe seine Frau nie attraktiv, sondern geradezu abstoßend gefunden. Die Historikerin Cordula Nolte bezweifelt, ob diese Behauptung die Ehe des Landgrafenpaars zutreffend charakterisiert. Einen Grund für Eheprobleme sieht sie eher darin, dass Philipp Anfang 1539 an der damals im Adel grassierenden Syphilis erkrankte und Elisabeth von Rochlitz als Schwägerin Christina zu ehelicher Enthaltsamkeit riet, um nicht im Fall einer Schwangerschaft das Kind zu infizieren.

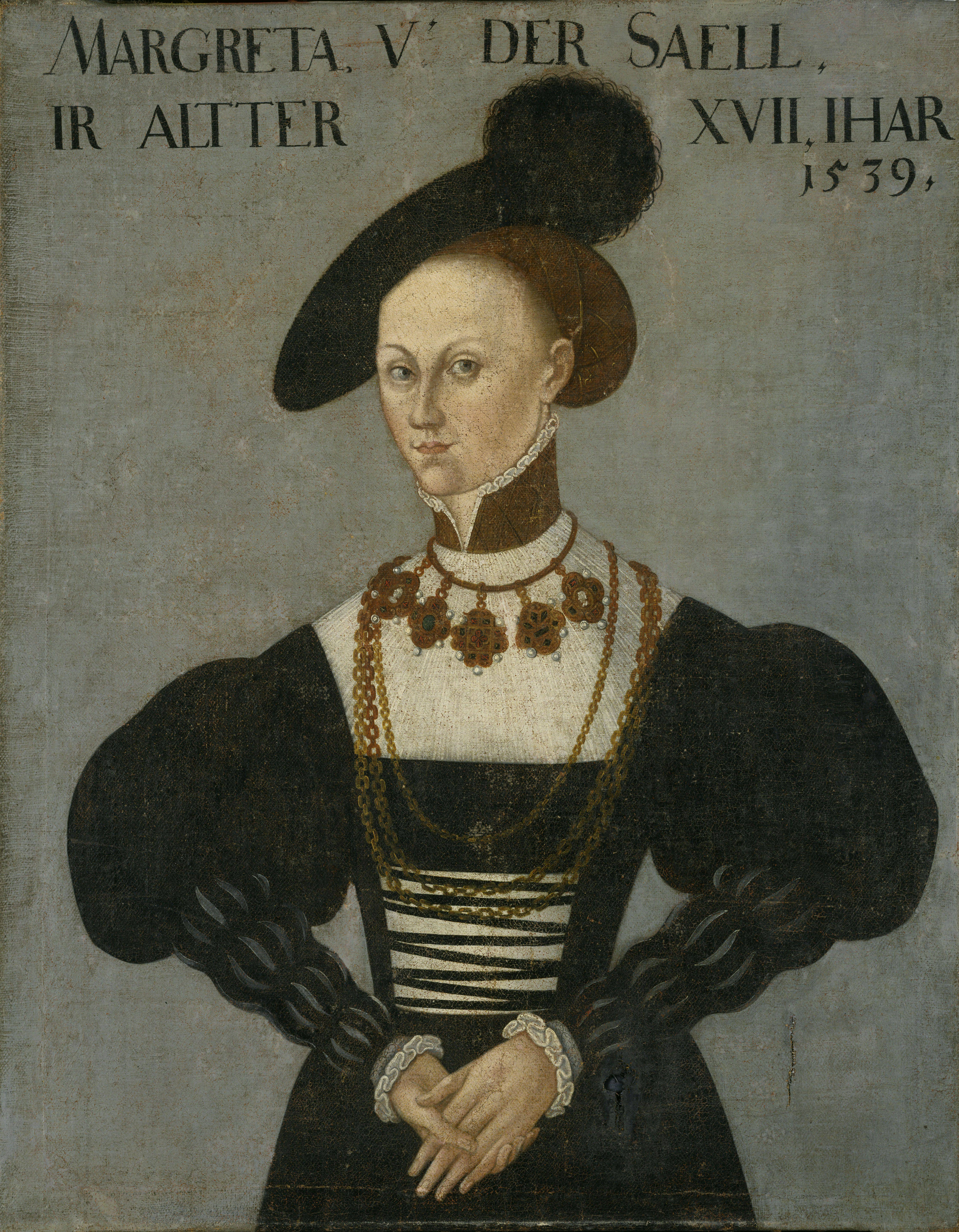
Porträt Margarethes von der Saale, Kopie des 17. Jahrhunderts nach einem verschollenen Original (Museumslandschaft Hessen Kassel)

Im März 1539, während des Frankfurter Reichstags, musste der syphiliskranke Landgraf in der hessischen Herberge bleiben. Der Augsburger Stadtarzt Gereon Sailer behandelte den Patienten mit einer Quecksilber-Schmierkur, die nicht nur sehr schmerzhaft war, sondern auch toxische Schäden zur Folge hatte. Genesen, aber gesundheitlich labil, begegnete Philipp im September 1539 der siebzehnjährigen Margarethe von der Saale. Sie entstammte dem sächsischen Niederadel, war Hofdame seiner Schwester Elisabeth und begleitete diese, als die Geschwister sich im Kasseler Schloss trafen. Einige Wochen später verhandelte Philipp mit Margarethes Mutter, der Witwe Anna von der Saale, über die Möglichkeit, Margarethe zu heiraten. Beide gingen davon aus, Christine, die kränklich war, könne in nächster Zeit sterben. Anna von der Saale sagte dem Landgrafen zu, ihre Tochter in den kommenden drei Jahren nicht mit einem anderen Partner zu verheiraten, auch könne er sie jederzeit besuchen. Aber dann wünschte der Landgraf eine sofortige Ehe. Anna machte zur Bedingung, dass diese Doppelehe öffentlich verteidigt würde. Sie drang auch darauf, dass prominente Trauzeugen anwesend wären, um sicherzustellen, dass eine vollwertige Eheschließung stattfand. Margarethe sollte Philipps Ehefrau und nicht seine Konkubine werden. Der Landgraf sagte das zu. Wenige Jahre früher hatte der englische König Heinrich VIII. ohne päpstliche Dispens seine erste Ehe annullieren lassen, um Anne Boleyn heiraten zu können. Für Philipp von Hessen kam die Auflösung der Ehe mit Christina von Sachsen nicht in Betracht, denn die politischen Beziehungen zwischen Sachsen und Hessen waren zu eng.

## Wittenberger Beichtrat (10. Dezember 1539)
Die Reformation hatte mit dem kirchlichen Eherecht gebrochen, und dies hatte zu einer Normunsicherheit geführt. Das kirchliche Verbot der Bigamie wurde, rein theoretisch, von Luther 1520 in seiner Hauptschrift Von der babylonischen Gefangenschaft der Kirche problematisiert: „Die Frage, ob die Ehescheidung erlaubt ist, wird noch diskutiert. Ich lehne zwar die Ehescheidung so entschieden ab, dass mir eine Doppelehe lieber als eine Scheidung ist (ut digamiam malim quam divortium). Ob sie [= die Scheidung] aber erlaubt ist, wage ich selbst nicht zu entscheiden.“ Schon 1526 hatte Philipp von Hessen, wieder rein theoretisch, Luther gefragt, ob Christen mehr als eine Ehefrau haben dürften. Luther antwortete, dass die Patriarchen und Könige des Alten Testaments mehrere Frauen gehabt hatten, aber nur aus Not. Wo keine Notlage vorhanden sei, hätten auch bedeutende Personen des Alten Testaments, wie zum Beispiel Mose, nur eine Frau gehabt. „Derhalben ich hierzu nicht zu raten weis, sondern widder raten muß, sonderlich den Christen, Es were denn die hohe not da, als das weyb aussetzig odder sonst entwendet [= verlassen] wurde.“ Das Alte Testament kommt aus einer polygamen Kultur; nicht nur wird von der Vielehe von Abraham, Jakob und König David kritiklos erzählt, sondern auch das Erbrecht der Kinder aus mehreren Ehen in der Tora geregelt (Dtn 21,15–17 ). Daran kam Luther nicht vorbei. In einer Predigt erklärte er 1527, dass Abraham mehrere Frauen hatte und damit nicht sündigte. Abraham sei ein vollkommener Christ gewesen und das Beispiel eines christlichen Lebens. Während Jesus Christus die Scheidung verboten habe, habe er die Mehrehe nicht ausdrücklich verboten, Fazit: „ich künde es noch heute nicht weren [eine zweite Frau zu nehmen], aber raten wolt ichs nicht …“
Vor dem Hintergrund dieser Normunsicherheit verfolgte Philipp Luthers theoretische Überlegungen weiter, und das umso mehr, als er in Hessen als Landesherr bereits bischöfliche Aufgaben übernommen, den Pfarrern die Ehe gestattet und Klosterauflösungen geregelt hatte, alles in eklatantem Widerspruch zum kanonischen Recht. „Wenn bisher wesentliche Veränderungen im Territorium vorgenommen waren aufgrund der Heiligen Schrift, warum sollte also er als christlicher Fürst nicht zwei Frauen heiraten, wenn es dem Ziel eines christlichen Lebenswandels diente und zudem durch die Heilige Schrift nicht verboten war?“ Gury Schneider-Ludorff betont, dass Philipp von Hessen nicht diskret ein Problem lösen wollte, das ihm durch die Forderung der künftigen Schwiegermutter entstanden war (Konkubinat nein, Ehe ja), sondern vorhatte, ein Exempel zu statuieren. Die zweite Ehe des Landgrafen sollte nicht geheim bleiben, sondern öffentlich dokumentieren, dass hier ein christlicher Fürst sein Eheleben an der Bibel ausrichtete. Was er brauchte, war ein Gutachten der führenden Reformatoren, die das auch so sahen.
Unter den Reformatoren hatte Philipp das beste Verhältnis zu dem Straßburger Martin Bucer und instruierte diesen schriftlich, sein Anliegen in Wittenberg vorzutragen. Ausgangspunkt ist die überwundene Syphiliserkrankung, die Philipp zum Nachdenken gebracht habe. Seine außerehelichen Beziehungen bargen die Gefahr, wieder zu erkranken; sie seien eigentlich als Ehebruch zu bewerten, und er wage es deshalb nicht mehr, das Abendmahl zu empfangen. Da die Landgräfin unattraktiv und abstoßend sei, könne er auf außereheliche Kontakte aber nicht verzichten und sei daher in einem Dilemma. Philipp brachte Argumente für die Doppelehe aus der Bibel und aus Schriften Luthers. Er zeigte sich hier, wie auch in anderen Fragen als eifriger Bibelleser, der die Texte unbekümmert um kirchliche Auslegungstraditionen in deutscher Übersetzung las und sich seinen Reim darauf machte. Sollten die Wittenberger ihm in seiner Not nicht helfen, sehe er sich gezwungen, Karl V. um einen Dispens zu bitten: er würde sich dem Kaiser politisch annähern, aber bei seiner Religion bleiben.
Martin Luther und Philipp Melanchthon befassten sich mit dem Ansinnen des Landgrafen nur sehr widerwillig, aber die Drohung mit dem politischen Kurswechsel verfehlte die Wirkung nicht. Für die weiteren Verhandlungen erhielt Bucer neue Instruktionen, die offenbar von Philipps Räten ausgearbeitet waren, denn sie führten nicht nur die Sage vom Graf von Gleichen an, sondern auch Argumente aus der altkirchlichen Literatur, mit der Philipp zu dieser Zeit unvertraut war.
Der Wittenberger Beichtrat war auf den 10. Dezember 1539 datiert und außer von Luther, Melanchthon und Bucer von folgenden hessischen Theologen unterzeichnet: Adam Krafft, Justus Winter, Antonius Corvinus, Johannes Lening, Dionysius Melander und Balthasar Raidt. Er ging auf Philipps biblische Argumente nicht im Detail ein. Die Ehe wurde aus der Schöpfungsgeschichte begründet, die Mehrehe im Alten Testament als Ausnahme deklariert. Jesus Christus habe die Monogamie befürwortet; sexuelle Beziehungen außerhalb der Ehe seien als Ehebruch Sünde. Die Spannung zwischen der Polygamie im Alten Testament und der Monogamie im Neuen musste nicht aufgelöst werden, weil der Text aus Wittenberg nicht (wie gewünscht) als Gutachten verfasst wurde, sondern als Beichtdispensation (dispensatio in foro interno tantum). Das war ein Einfall Melanchthons. Dem von Skrupeln geplagten Sünder, der seine Notlage glaubwürdig dargestellt hatte, wurde in der Tradition mittelalterlicher Beichtpraxis eine Ausnahmegenehmigung erteilt. Diese seelsorgerliche Erlaubnis sollte geheim bleiben, was der Natur der Sache nach unmöglich war. Philipp konnte mit dem Text aus Wittenberg kaum zufrieden sein, denn die wenigen für ihn brauchbaren Sätze waren zwischen wortreicher Begründung der Monogamie versteckt. Die Wittenberger fürchteten vor allem den Skandal und rieten dazu, Margarethe nach außen als Konkubine auszugeben. Dabei wollte Philipp ja unbedingt die traditionellen Konkubinatsbeziehungen durch eine Eheschließung überwinden. „Die Gewissensskrupel des aufrechten Bigamisten kontrastierten mit der doppelten Moral weltbezogener Religionserneuerer.“
Philipp war sich schon im Klaren, dass seine Ehepläne ihn innerhalb des Schmalkaldischen Bundes isolieren könnten, und wollte sich der Rückendeckung durch Kurfürst Johann Friedrich, den anderen Bundeshauptmann, versichern. Als Mittelsmann in Wittenberg nutzte er wieder Bucer. Aber Bucer entschärfte die sehr starken Bedenken des Kurfürsten, der unter anderem forderte, nicht nur ein theologisches, sondern auch ein juristisches Gutachten einzuholen. Der Landgraf glaubte daher, Johann Friedrichs Unterstützung sicher zu sein, und je mehr ihm in der Folge klar wurde, dass er diese Unterstützung nicht bekam, umso mehr entfremdeten sich die beiden.

## Eheschließung in Rotenburg an der Fulda (4. März 1540)
Am 1. Dezember 1539 informierte der Landgraf Anna von der Saale darüber, dass er mit der Erlaubnis aus Wittenberg rechne. Sie gab daraufhin ihr Einverständnis und erhielt ein Wittum von 20.000 Gulden. Nun brauchte Philipp noch das Einverständnis der Landgräfin, und Christine stimmte zu (wie weit dies freiwillig geschah oder sie unter Druck gesetzt wurde, ist unbekannt). Am 11. Dezember versicherte Philipp ihr schriftlich, wie dankbar er ihr sei. Seine Zuneigung zu ihr bleibe bestehen, und seine eheliche Pflicht werde er ihr weiterhin erfüllen. Vor allem bekräftigte er, dass ausschließlich Christines Kinder das Recht auf die hessische Erbfolge hatten und eventuelle Kinder aus der Ehe mit Margarethe nur Erblehen erhielten.
Margarethe verließ ihren Dienst als Hofdame und kehrte in Erwartung der Eheschließung im Februar 1540 zur Mutter zurück. Die Hochzeitsfeier fand am 4. März 1540 im landgräflichen Schloss zu Rotenburg an der Fulda statt. Die Trauung in der Schlosskapelle vollzog der Hofprediger Melander. Sie erfüllte alle kirchenrechtlichen Vorschriften einer vollgültigen Ehe mit Ausnahme des Ehehindernisses der bereits bestehenden Ehe (impedimentum ligationis), das ignoriert wurde. Daher betont Stephan Buchholz als Rechtshistoriker, dass es sich nicht um eine Nebenehe, Zweitehe oder Ehe zur linken Hand handelte, so sehr Luther auch später diesen Eindruck zu erwecken versuchte und Margarethe als Konkubine bezeichnete. Das Rechtsinstitut der morganatischen Ehe findet sich im Reichsfürstenrecht erst im 17. und 18. Jahrhundert. Für die morganatische Ehe ist ein Ehevertrag erforderlich, „in dem Verzicht auf Namen, Titel, Würden und die Einschränkung von Erb- und Regierungsnachfolgen im Einzelnen geregelt wurden.“ Den gab es bei Philipps Eheschließung mit Margarethe 1540 nicht.
Bei der Trauung waren Melanchthon und Bucer anwesend, außerdem zwei weitere Unterzeichner des Beichtratschlags. Luther war krankheitshalber entschuldigt. Kurz vor der Eheschließung traf auch Eberhard von der Tann als Vertreter des sächsischen Kurfürsten im Rotenburger Schloss ein. Die Gäste kannten bis zum Tag der Trauung nicht einmal den Namen der Braut. Balthasar Raidt setzte als evangelischer Pfarrer und kaiserlicher Notar die Heiratsurkunde auf. Er schrieb, dass der Landgraf die Ehe mit Margarethe von der Saale privat, ohne öffentliches Aufsehen geschlossen habe, da es zwar christlich und erlaubt, aber zur Zeit unüblich sei, mehr als eine Ehefrau zu haben. Die geladenen Gäste unterschrieben als Zeugen. Melanchthon beklagte später, er sei getäuscht worden; es ist aber nicht klar, worin die Täuschung hätte bestehen sollen. Hätte der Landgraf so prominente Gäste nach Rotenburg geladen, damit sie Zeugen seiner Verbindung mit einer Konkubine wurden, wäre das ein Affront gewesen.

## Philipps Alltag mit zwei Frauen

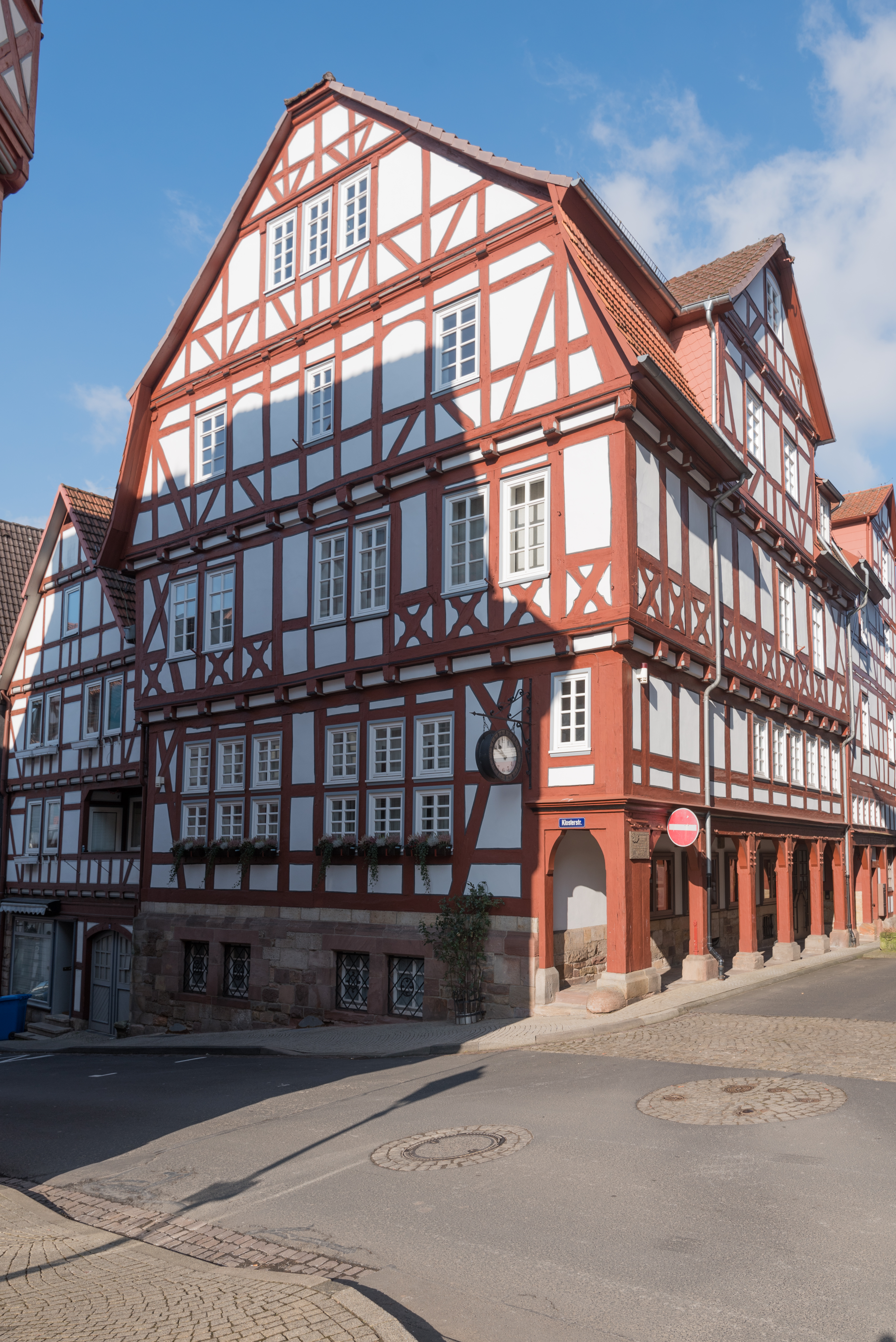
Wohnhaus Margarethes von der Saale in Spangenberg

Philipp war nach der Eheschließung mit Margarethe rundum zufrieden und schrieb Luther am 5. April 1540, wie wohl er sich nun körperlich und seelisch fühle. Mit seinem Gewissen im Reinen, ginge er auch wieder zum Abendmahl. Er hatte mit Christina bereits sieben gemeinsame Kinder, drei weitere folgten. Mit Margarethe hatte der Landgraf neun Kinder. Er hielt seine zweite Frau konsequent vom hessischen Hof fern, so dass Christina dort in ihrer Autorität als Landgräfin unangefochten war. Cordula Nolte nimmt daher an, dass Christina sich mit der Situation arrangierte und die Ehe mit Philipp nach 1540 harmonischer als bis dahin war.
Unbefriedigender war die Lage, in der sich Margarethe von der Saale nach der Heirat vorfand. Philipp verbarg sie und ihre Kinder weitgehend vor der Öffentlichkeit. Zunächst lebte sie im Jagdschloss Wolkersdorf, dann bezog sie ein Haus in Spangenberg (Burgstraße 1/Klosterstraße 2, später städtisches Hochzeitshaus). Hier lebte sie bis zu ihrem Tod in recht bescheidenen Verhältnissen, sonntags besuchte der Landgraf sie regelmäßig. Nach dem Tod Christinas 1549 und der Rückkehr Philipps aus kaiserlicher Gefangenschaft 1552 gewann Margarethe etwas mehr Einfluss, aber als Landgräfin wurde sie weiterhin nicht anerkannt.

## Der Skandal
Schon bald nach der Eheschließung kursierten Gerüchte, die es für Philipp zunehmend schwieriger machten, die von Luther und Melanchthon angemahnte Geheimhaltung zu praktizieren. Im September 1540 verpflichtete er die hessischen Landstände darauf, das Gerede nicht zu beachten und im Fall seines plötzlichen Todes unbedingt sein Testament zu respektieren. Der Adel zeigte sich gegenüber dem Landesherrn loyal. Pfarrer, die in den Predigten Bemerkungen über die landgräfliche Ehe machten, wurden vom Hofprediger Melander diszipliniert. Der sächsische Kurfürst betrachtete die Doppelehe Philipps als strikt private Angelegenheit, die ihn nichts angehe.
Herzog Heinrich von Sachsen, der seit 1539 anstelle seines Bruders Georg regierte, verschaffte sich als Onkel der Landgräfin Christina Klarheit: Er ließ Anna von der Saale bei einem Besuch ihrer sächsischen Güter von einigen Reitern überfallen, nach Dresden bringen und befragen. Damit war die Doppelehe des Landgrafen öffentlich. Dieser Skandal wurde von der altgläubigen Kontroversliteratur dankbar aufgegriffen. Gegenschriften zu Philipps Gunsten gab es zwar, doch sie litten darunter, dass Luther und Melanchthon jede Parteinahme für den Landgrafen unterließen. Philipp verlor innerhalb des Schmalkaldischen Bundes einen langjährigen Weggefährten, der sich nun gegen ihn aussprach: Herzog Ulrich von Württemberg. In Straßburg war die öffentliche Meinung gegen Philipps Doppelehe, wie Jakob Sturm betroffen feststellte. Württemberg und Straßburg waren aber innerhalb des Schmalkaldischen Bundes enge Partner Hessens. Moritz, der Sohn Heinrichs von Sachsen, versicherte Philipp dagegen seiner Solidarität und verband das erfolgreich mit der Werbung um die Hand seiner ältesten Tochter Agnes. Für Philipp hatte diese Ehe zwei Vorteile: sie integrierte Moritz stärker in den Schmalkaldischen Bund, und Philipp konnte damit zeigen, dass er auch nach dem Bigamie-Skandal ein geachtetes Mitglied der Fürstengesellschaft war.
Unter den katholischen Fürsten tat sich Heinrich von Braunschweig mit einer Schmähschrift gegen den Bigamisten Philipp hervor, ungeachtet seiner eigenen Beziehung zu Eva von Trott, die er wie seine zweite Frau behandelte. Die protestantische Kontroversliteratur thematisierte diese Beziehung und die daraus stammenden Kinder. So wurden „die Beziehungspraktiken des Hochadels in bis dato einmaliger Weise zum Gegenstand öffentlicher Debatten.“ Die Doppelehe, die Philipp ursprünglich als wegweisende Lösung gesehen hatte, blieb infolge der Skandalisierung allerdings ein Tabu.
Kaiser Karl V. griff das Thema Bigamie nicht auf. Aus seiner Sicht waren die Parteigänger Luthers Häretiker, und Besonderheiten ihres Eherechts waren dafür ohne große Bedeutung. Auch im Schmalkaldischen Krieg nutzte die kaiserliche Propaganda Philipps Doppelehe nicht. Vorher kam es allerdings 1541 zu einer Annäherung zwischen Landgraf und Kaiser (Regensburger Vertrag).

## Todesstrafe für den Bigamisten?
Der Kirchengeschichtler Gerhard Müller schreibt, dass die Doppelehe Philipps „Niedergang“ einleitete. Er sei als Bigamist gemäß der Constitutio Criminalis Carolina der Todesstrafe schuldig gewesen und „mußte eine Verständigung mit dem Kaiser suchen. Diese kam am 13. Juni 1541 zustande. Philipp gab dabei die politischen Ziele des Schmalkaldischen Bundes preis.“ Ähnlich urteilt der Historiker Manfred Rudersdorf: Der Landgraf sei nicht nur persönlich und politisch diskreditiert gewesen, als die Doppelehe bekannt wurde; er musste „mit dem Schlimmsten rechnen“, der Todesstrafe, wenn es ihm nicht gelang, sich mit dem Kaiser zu verständigen.
Aus rechtshistorischer Sicht stellt Stephan Buchholz die Anwendbarkeit der Carolina auf die landgräfliche Doppelehe von 1540 allerdings in Frage. Die Carolina verschärfte in Artikel 121 die Bigamiestrafe dadurch, dass sie schlimmer als Ehebruch zu werten sei – bis dahin hatte ein Bigamist nur Infamie- oder Unzuchtsstrafen zu befürchten, nun aber den Tod durch Enthauptung. Die Gründe für diese Verschärfung sind unbekannt. Allerdings hatte die Carolina im Reich nur subsidiäre Geltung. In Hessen galt die von Philipp selbst in Kraft gesetzte Heßische halßgerichts-Ordnung. Sie hatte einige Teile der Carolina nicht übernommen, darunter die Straftatbestände Ehebruch und Bigamie. In Bezug auf Ehebruch fand die hessische Polizeiordnung von 1526 Anwendung, die Strafbarkeit von Bigamie blieb unklar. Nach dem Rechtsprinzip des Princeps legibus solutus war außerdem fraglich, ob der Landesherr mit einer Unzuchtsstrafe belegt werden konnte und von wem. Philipp war demnach durch die Carolina kaum gefährdet, aber die Isolation im protestantischen Lager wurde für ihn zunehmend zum Problem. Deshalb war er bereit, so Buchholz, im Regensburger Vertrag am 13. Juni 1541 dem Kaiser entgegenzukommen. In den vorausgehenden Verhandlungen des hessischen Kanzlers Johann Feige und des kaiserlichen Kanzlers Nicolas Perrenot de Granvelle wurde die Doppelehe von hessischer Seite indirekt aufgegriffen, indem sie als eine Religionsfrage deklariert wurde. Der Kaiser sollte zusagen (und er tat es), dass er in Religionsfragen gegebenenfalls nur gegen alle Protestanten insgesamt militärisch vorgehen werde, aber nicht gegen Hessen allein. Bei einem Angriff des Kaisers auf Hessen allein, der mit der Bigamie Philipps begründet wurde, konnte Philipp nicht sicher sein, ob die Bundesverwandten ihm zur Hilfe eilen würden.

## Doppelehe und Erbfolgeregelung
Die Ehe mit Margarethe von der Saale gilt vielen Historikern als Grund dafür, dass Philipp die Landgrafschaft unter seine vier Söhne aus erster Ehe teilte, mit erheblichen Konsequenzen für die weitere hessische Landesgeschichte. Denn im ersten Testament von 1536 hatte Philipp beabsichtigt, seinem erstgeborenen Sohn Wilhelm die gesamte Landgrafschaft zu vererben. Aber nachdem er die sieben Söhne aus der zweiten Ehe mit der Grafschaft Diez ausgestattet hatte, habe er den drei jüngeren Söhnen aus erster Ehe auch eigene Territorien vererben müssen und die Landgrafschaft geteilt. Tina Sabine Römer weist aber darauf hin, dass bereits das Testament von 1539 die Primogeniturregelung aufgab, weil dem Sohn Ludwig die reiche und strategisch wichtige Grafschaft Katzenelnbogen zugesprochen wurde – und zwar bevor Philipp Margarethe kennengelernt hatte.

## Memoria

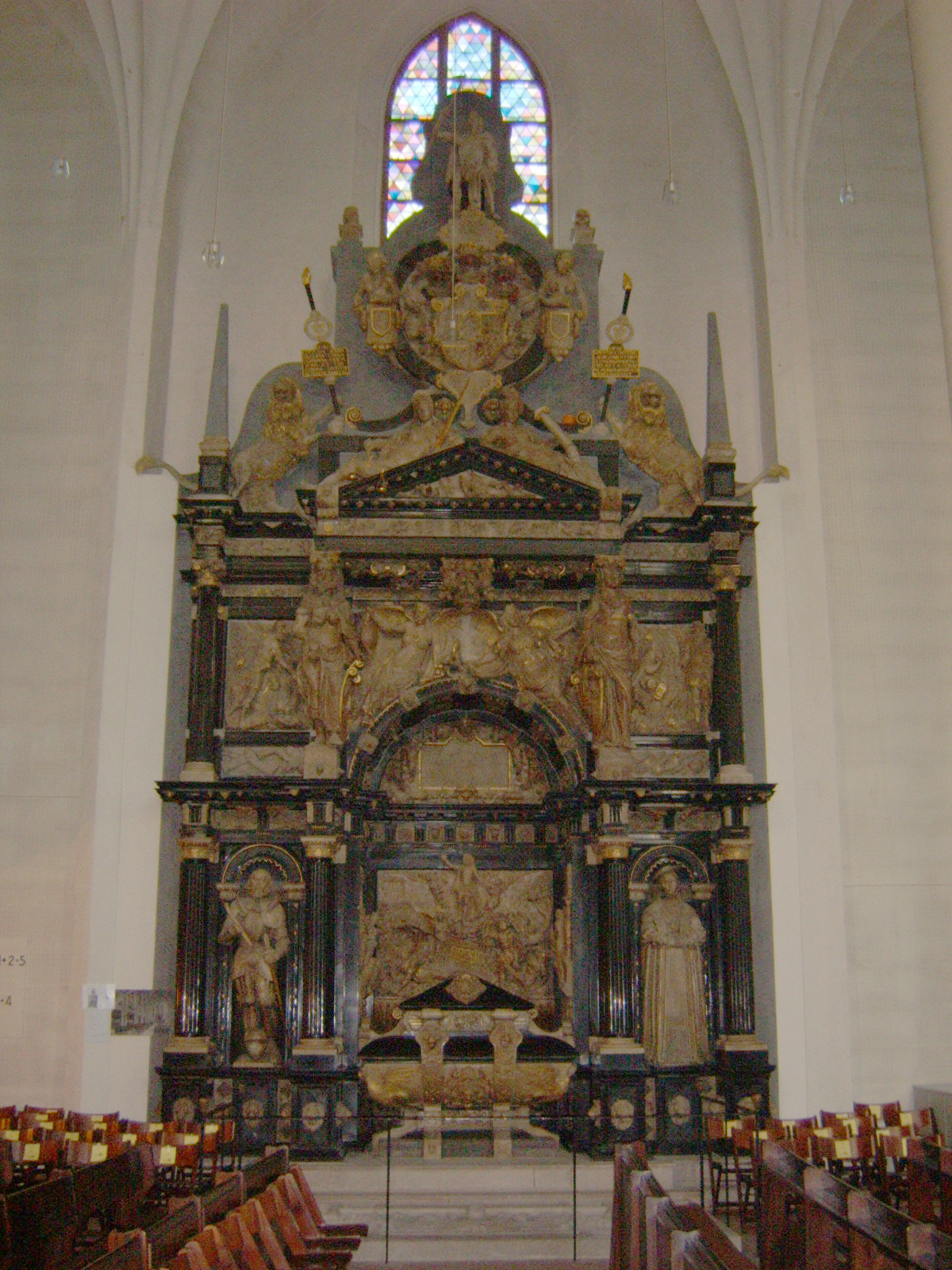
Landgrafenepitaph in der Martinskirche Kassel

Der älteste Sohn Philipps aus erster Ehe, Wilhelm IV., gab das Wandgrab seiner Eltern in der Kasseler Martinskirche in Auftrag. Als Schöpfer der qualitätvollen, lebensgroßen Figuren von Philipp und Christine gilt Elias Godefroy. Nicht (wie bei Grabmälern der Landgrafenfamilie bisher üblich) als Tote bzw. Liegende, sondern aufrecht und lebendig treten sie dem Betrachter gegenüber. Da Christina bereits 1549 verstorben und ein bronzenes Epitaph im Chor für sie angefertigt worden war, hätte es ausgereicht, dem Landgrafen allein ein Grabmal zu setzen. Aber Wilhelm IV. ließ als Auftraggeber ein Ehepaargrabmal errichten. „Neben Philipp sollte allein seine Mutter Christina als Landgräfin im Gedächtnis bleiben, sie wird als die wahre und legitime erste Ehefrau präsentiert.“ Margarethe von der Saale dagegen wurde nach ihrem Tod 1566 in der Vorhalle der Stadtkirche zu Spangenberg beigesetzt, das vergleichsweise schlichte Grabmal stattet die Verstorbene mit individuellen Zügen aus. Die Umschrift lautet: ALHIE LIEGT DIE TVGENTSAME FRAW MARGARETHA GEBORENE VON DER SAALL LANDGRAFF PHILIPSEN DES ELTERN ANDERE EHELICHE GEMAHL VND IST VERSCHIEDEN IN DER JAHRZEITT SECHZIGK SECHS AM SECHSTEN JULY INN DER NACHT VMB ZEHENN VHR:. Links neben ihrem Kopf befindet sich ein Wappentier, das abgemeißelt wurde, aber noch als hessischer Löwe erkennbar ist. Das Grabmal hatten Philipps Kinder aus zweiter Ehe für ihre Mutter in Auftrag gegeben, offenbar um ihr Gedächtnis als „andere eheliche Gemahl“ des Landgrafen sicherzustellen. Wilhelm IV. forderte die komplette Entfernung des Grabmals, aber nur der Wappenlöwe wurde unkenntlich gemacht.